# Patrona Halil

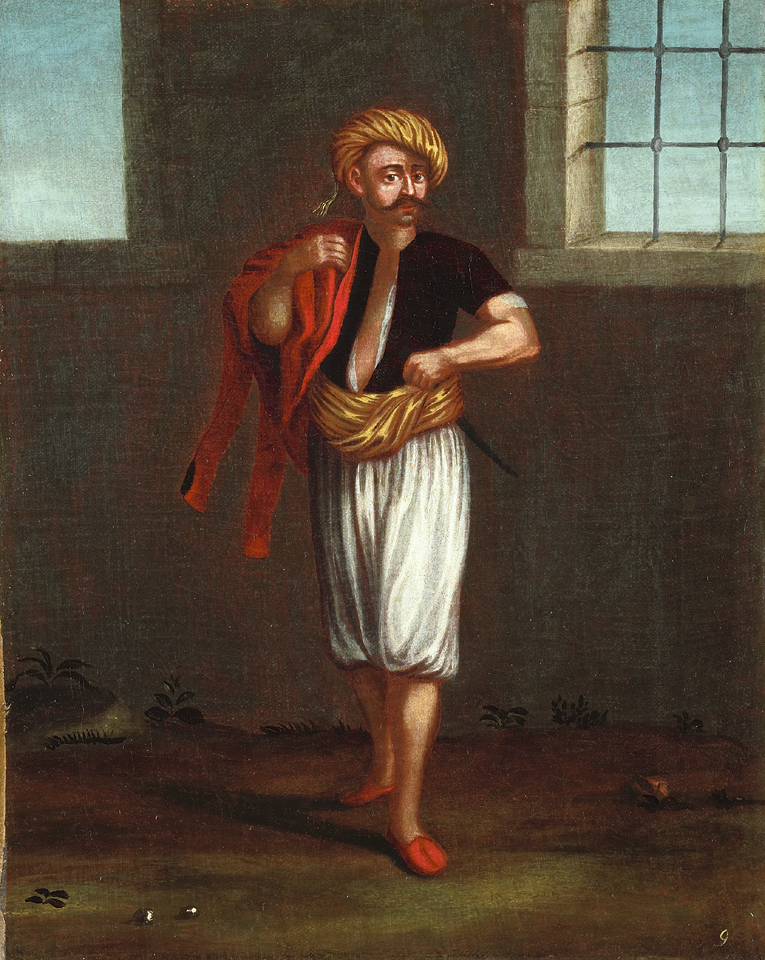
Ritratto di Patrona Halil di Jean-Baptiste van Mour

Patrona Halil (in albanese Halil Patrona, in turco Patrona Halil) (Hrupishta, 1690 c. – Costantinopoli, 25 novembre 1730) è stato un popolano albanese, che fu l'istigatore di una rivolta che portò alla deposizione del sultano ottomano Ahmed III, sostituito da Mahmud I, e che pose fine al periodo dei tulipani.

## Biografia
Halil nacque in una famiglia albanese ad Argos Orestiko, un villaggio dell'allora Eyalet di Monastir. Divenne un giannizzero e dopo essersi unito a una ribellione giannizzera a Niš e averne guidata un'altra, nel 1720 a Vidin, si trasferì nella capitale e si impegnò in piccoli commerci e mestieri come assistente di un hammam. Egli era un ex marinaio e passò molto del suo tempo in una meyhane (osteria) di Galata. Halil era conosciuto come Horpeşteli Arnavut Halil dal suo luogo di nascita e dalla sua etnia, ma i suoi compatrioti albanesi lo chiamavano "Patrona" (viceammiraglio).

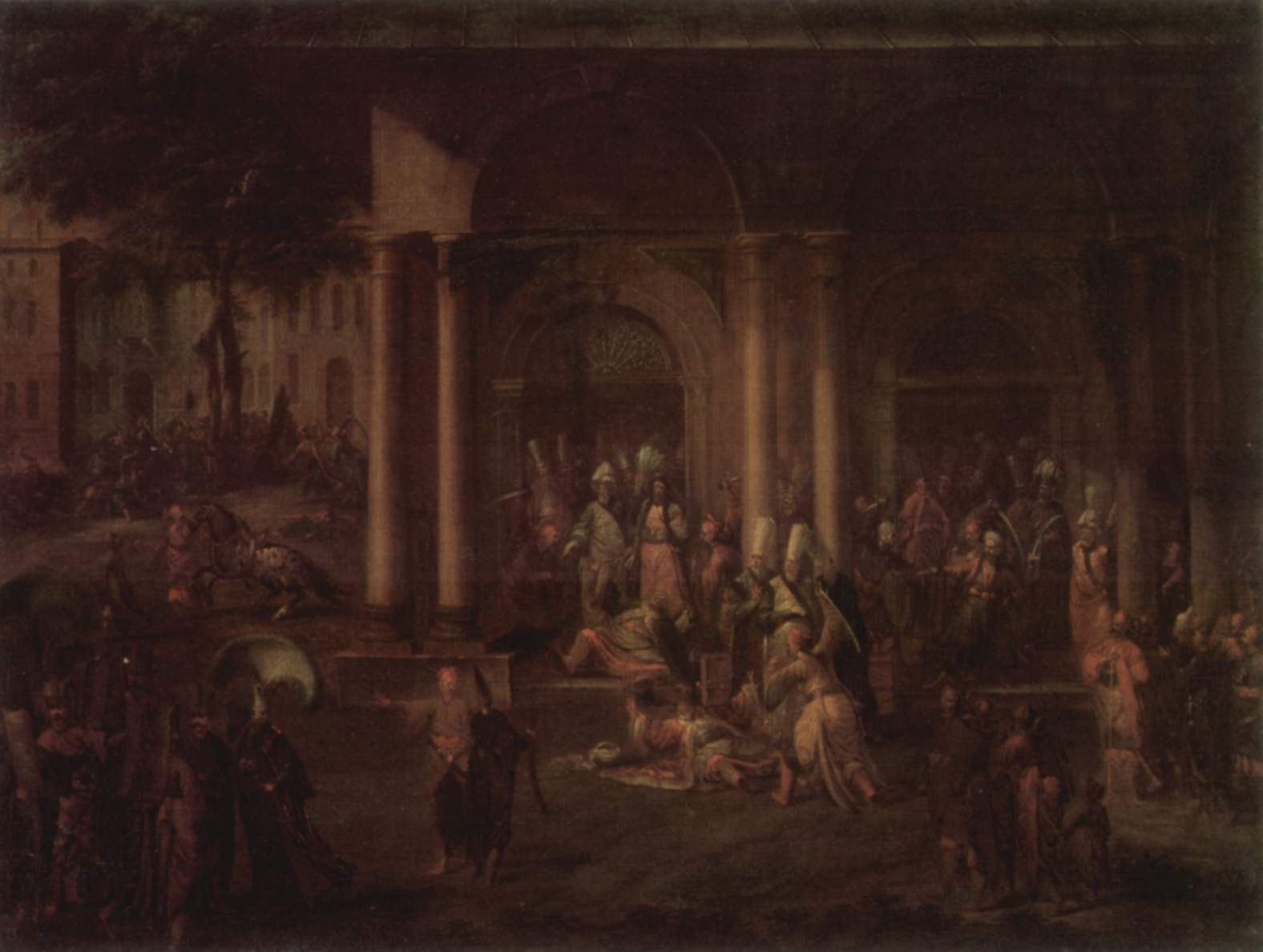
Eventi della rivolta di Patrona Halil; dipinto di Jean-Baptiste van Mour

I suoi seguaci erano 12000 giannizzeri, per lo più albanesi. Per settimane dopo la rivolta, l'impero rimase nelle mani degli insorti. Patrona Halil cavalcò, con il nuovo sultano, alla Moschea di Eyüp dove fu eseguita la cerimonia di investitura di Mahmud I con la spada di Osman; molti dei principali ufficiali furono deposti e sostituiti dall'audace ribelle che aveva servito nelle file dei giannizzeri e che apparve davanti al sultano a gambe nude e nella sua vecchia uniforme di soldato semplice. Un macellaio greco, di nome Yanaki, aveva precedentemente fatto credito a Patrona e gli aveva prestato denaro durante i tre giorni dell'insurrezione. Patrona mostrò la sua gratitudine costringendo il Divan a creare Yanaki Ospodaro di Moldavia. Tuttavia, Yanaki non si occupò mai di questo ufficio.
Il Khan della Crimea aiutò il gran visir, il muftī e l'agha dei giannizzeri a reprimere la rivolta. Patrona fu ucciso, alla presenza del sultano, dopo che aveva comandato di dichiarare guerra alla Russia. Anche il suo amico greco, Yanaki, e 7000 di coloro che lo avevano sostenuto furono messi a morte. La gelosia che gli ufficiali dei giannizzeri provavano nei confronti di Patrona, e la loro prontezza di intervento, facilitò gli sforzi dei sostenitori di Mahmud I nel porre fine alla ribellione.